# گالیاخمروو
گالیاخمروو (انگلیسی: Galiakhmerovo) یک شهرک در شهرستان اوچالینسکی استان باشقیرستان کشور روسیه است.